# Rock de Chile
El rock de Chile, o rock chileno, es todo tipo de música rock creada y producida en Chile. Comúnmente se canta en español y abarca una variedad de estilos e influencias musicales.
El rock en Chile comenzó a interpretarse a finales de la década de 1950, por bandas dedicadas a imitar los éxitos internacionales provenientes del rock and roll estadounidense; en inglés, o bien a través de traducciones al español; conociéndose este hecho como la nueva ola chilena.
Durante la segunda mitad de la década de 1960, y luego del éxito del rock and roll, nació en Chile la fusión latinoamericana, género que fusionó los ritmos latinoamericanos y la música rock.
En la década de 1970 hubo un deterioro de la escena chilena de música rock, debido a la represión que llevó a cabo la dictadura militar que se impuso en Chile desde 1973 a 1990, prohibiendo todo tipo de manifestaciones de música rock, al considerar éstas de contestatarias y liberales; provocando además el deterioro de la industria discográfica chilena.
La década de 1990 marcó el resurgimiento de la escena chilena de música rock, caracterizándose desde entonces por su sofisticación en la música, la apertura de varias bandas al mercado internacional, y una mayor expansión hacia los subgéneros derivados del rock.

## Años 50 y 60: la llegada delrock and rolly eltwist

### Antecedentes

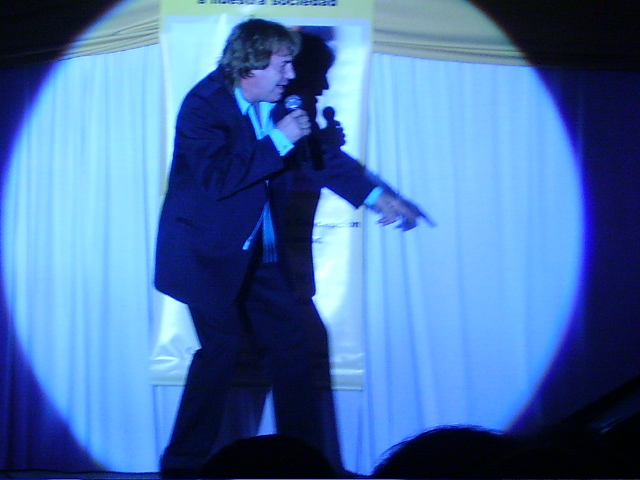
Peter Rock es considerado por algunas fuentes como lo más similar a un padre del rock chileno. Fotografía de 2006.

El rock and roll surgió en los Estados Unidos a partir de la mezcla de diversos estilos del folclore estadounidense, siendo ampliamente popular en América del Norte, y expandiendo su popularidad a nivel internacional. Por su parte, la música rock and roll empezó a manifestarse públicamente en Chile a fines de la década de 1950.
Se crearon bandas dedicadas a imitar los éxitos internacionales provenientes del rock and roll estadounidense; en inglés, o bien a través de traducciones al español; conociéndose este hecho, a partir de 1960, como la nueva ola chilena.
Las primeras bandas de rock and roll chileno fueron William Reb y sus Rock King's y Harry Shaw y Los Truenos, que para 1956-57 interpretaban canciones de Elvis Presley y otros artistas extranjeros y posteriormente canciones de The Beatles.
Los primeros en componer rock and roll en Chile fueron una banda ligada a la música tropical y al jazz, Orquesta Huambaly, con «Huambaly rock» (1957) y «Rock del mono» (1958). Los primeros solistas en interpretar sencillos de rock and roll en Chile fueron Peter Rock, en su primer sencillo «Baby I dont care / Something happened», (1959) y Nadia Milton, con otro sencillo, "Scobidou / Un Poco" en 1960.
Sin embargo la banda Los Ramblers, nacida en 1959, se transformaría en el primer fenómeno comercial de la nueva ola chilena, gracias a su tema original «El rock del mundial», liberado junto al álbum Los Ramblers en mayo de 1962, a menos de un mes de la Copa Mundial de Fútbol de 1962.
Por su parte el twist fue el baile basado en el rock and roll, muy popular durante los años 60 y que en Chile fue importado por la banda Los Twisters. Cabe destacar que La Nueva Ola para muchos no está ligada a los orígenes del Rock hecho propiamente en Chile, y que estos orígenes no estarían definidos sino hasta el surgimiento de grupos como Los Mac's, Los Jocker's  o Los Vidrios Quebrados.

### Nueva ola chilena

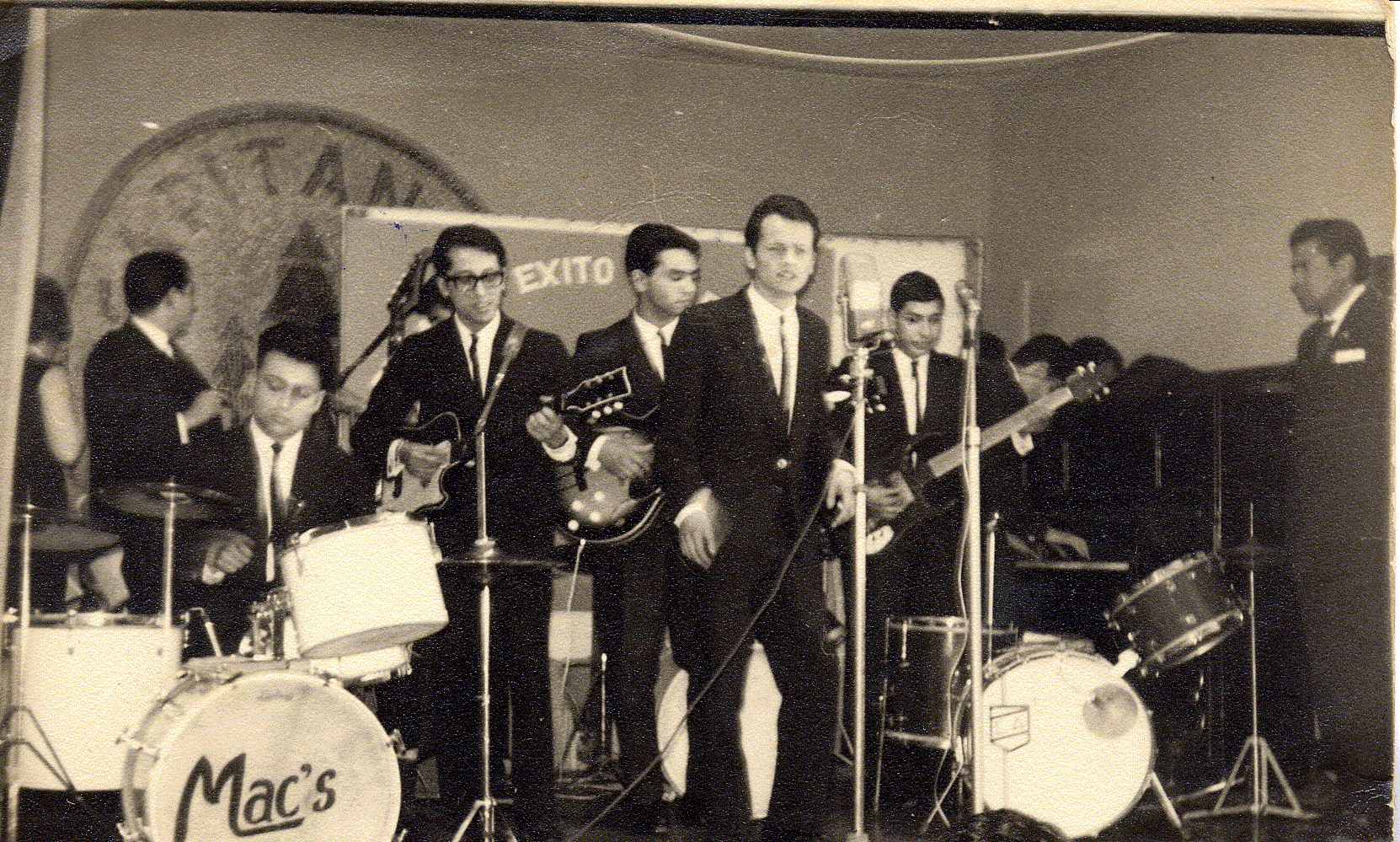
Los Mac's una de las primeras auténticas bandas de rock de Chile

El éxito inicial del rock and roll en Chile y la gestación de la nueva ola chilena promovió el nacimiento de una gran cantidad de artistas, tales como: Danny Chilean, el primer artista de la nueva ola chilena en componer un tema original gracias a su canción «Verónica»; Luis Dimas, por su participación en Los Twisters, con quienes obtuvo gran éxito en Chile y posteriormente en Argentina; Gloria Benavides y Osvaldo Díaz, que alcanzaron el éxito individualmente gracias a las canciones «La gotita» en 1963 y «Ternura» en 1968 respectivamente; o Pat Henry y Larry Wilson; entre otros.
Con respecto a otros conjuntos musicales cabe destacar a Los Ramblers, Los Twisters y Los Carrs Twins; por componer e interpretar las primeras canciones en español de la nueva ola chilena, gracias a sus canciones «El rock del mundial», «Penas juveniles» (1962) y «Vida mía» (1963) respectivamente. Igualmente destacaron Los Red Juniors y Bric a Brac, este último por su sencillo «Nunca jamás», que determinó su participación en el Festival Internacional de la Canción de Viña del Mar en 1968 y 1969, además de realizar giras promocionales en Perú y Puerto Rico. De la misma manera existieron diversas bandas con éxito en escenas regionales a lo largo de Chile, siendo un ejemplo bandas como Los New Demons en Iquique, y Los Blue Splendor, que formada en 1962 perdura hasta hoy en Valparaíso.
Asimismo, el éxito de la nueva ola chilena se extendió hasta mediados de la década de 1960 a través de una segunda generación de artistas, caracterizada por sus composiciones originales, encabezada por Buddy Richard, Patricio Renán y José Alfredo Fuentes, además de Cecilia, considerada por algunos críticos como la mayor estrella juvenil de mediados de la década de 1960.

### Los «coléricos»,rocken inglés y composiciones propias
En los años 1960 empiezan a llegar a Chile los discos de Los Beatles, Los Rolling Stones y The Who, y gracias a esa influencia se crean los grupos Los Mac's, Los Jocker's y Los Vidrios Quebrados, que en Chile pasan a ser considerados como la versión criolla de tales artistas ingleses.
En diciembre de 1967 se lanza el álbum Kaleidoscope Men de Los Mac's, el cual incluye la canción «La muerte de mi hermano», compuesta por el cantautor Payo Grondona junto con Orlando Muñoz, y que se convertiría como el primer hit de la banda, y por algunos el primer éxito en la historia del rock chileno.
Otros grupos que se crearon y grabaron en esa época fueron Los Picapiedras y Los Beat 4, que componían y cantaban en español, así como Surf Rock, Los Lark's y Los Sonny's, uno de los grupos del futuro Florcita Motuda.

## Años 60 y 70: fusión latinoamericana y el movimientohippie
Otros grupos que empezaban a florecer fueron Aguaturbia y Los Jaivas, el primero de estos estaba influenciado completamente por el rock psicodélico de la época, contando con el veterano guitarrista Carlos Corales y el baterista Willy Cavada, ambos provenientes de la última formación de Los Jocker's al cual se uniría Denise, esposa de Corales, en voz y Ricardo Briones en Bajo. Los Jaivas, por su parte, pasarían de la música bailable al Folk Rock Progresivo, con mezclas de música latinoamericana siendo el primero en su género.
Destacan también dos bandas que son consideradas las fundacionales del hard-rock en Chile, Escombros (formados hacia 1968) y con un único álbum homónimo en 1970, cuyo vocalista junto con dos ex-Mac's y el ex-Largo y Tendido (y anteriormente en Los Jockers), Sergio del Río, formarían los Destruction Mac's, banda que tan solo editó dos sencillos hacia 1971.
Otro grupo que en esta época empezaba a despertar curiosidad, por sus letras, su música y sus exclusivos instrumentos, fue Sacros que casi queda sin editar debido al Golpe de Estado en Chile de 1973. Y solamente en 2008 fue reeditado en CD. Su música era una influencia de The Byrds y Bob Dylan con unos tintes de Fusión latinoamericana.

### Festival de Piedra Roja

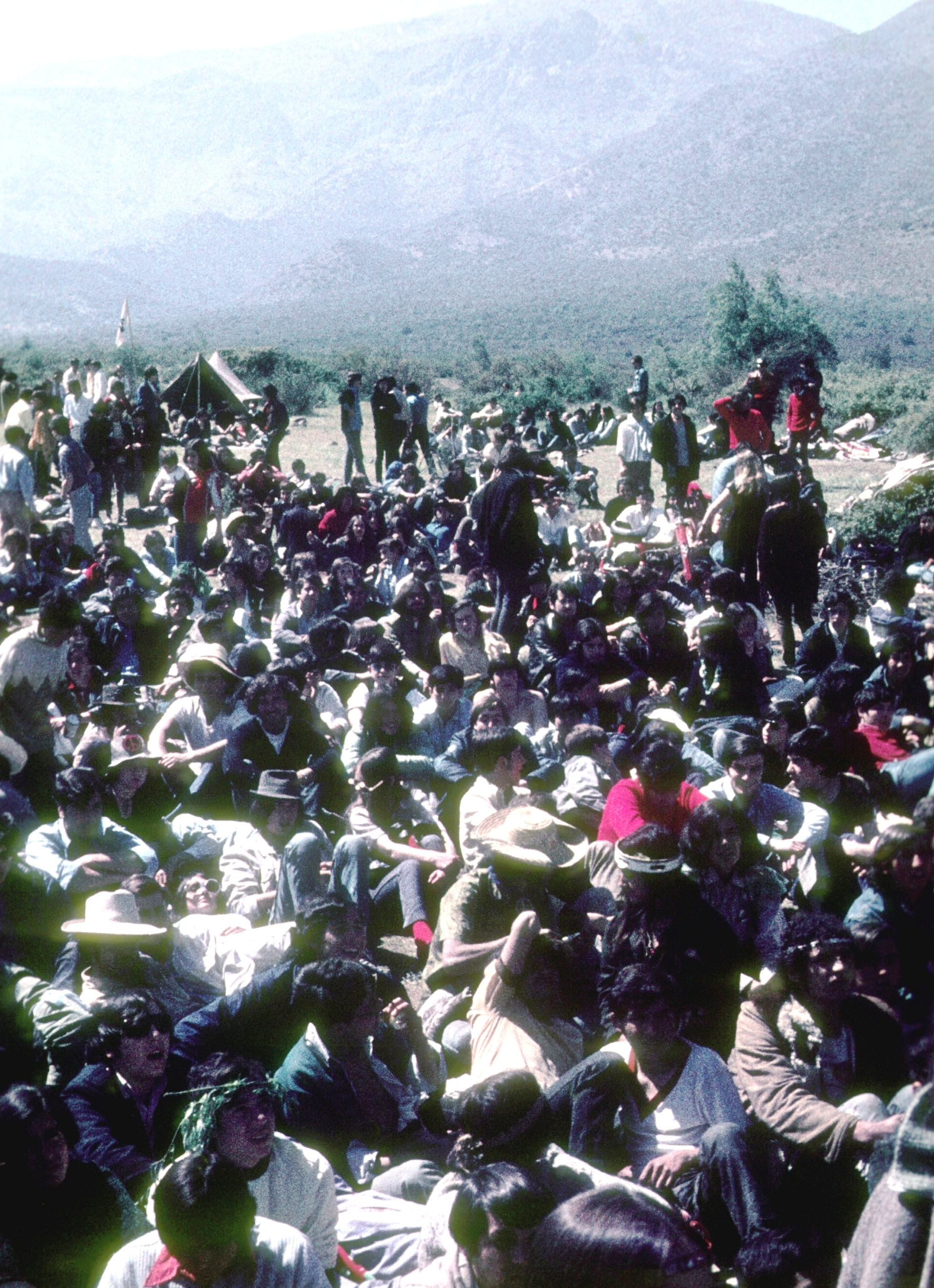
Una vista de los asistentes al Festival de Piedra Roja.

El día 15, 16 y 17 de agosto de 1969 se realizó en Estados Unidos el Festival de Woodstock, que congregó a gran cantidad de seguidores del movimiento hippie. Este hecho inspiró la realización en Santiago de Chile del Festival de Piedra Roja, un evento realizado a similitud del festival estadounidense, los días 10, 11 y 12 de octubre de 1970.
En aquella oportunidad participaron bandas como Lágrima Seca, Los Trapos, Los Blops, y Los Jaivas. Sin embargo, el festival se llevó a cabo con una deficiente organización, que derivó en problemas de sonido y niveles de delincuencia dentro del evento. Otro problema aconteció en el orden y tiempo de los artistas en el escenario, ocasionando que artistas como Eduardo Gatti y el grupo Aguaturbia no tocaran debido al desorden que había en el lugar. Además, todos estos hechos llamaron la atención de los medios de comunicación de aquella época.

### Fusión latinoamericana

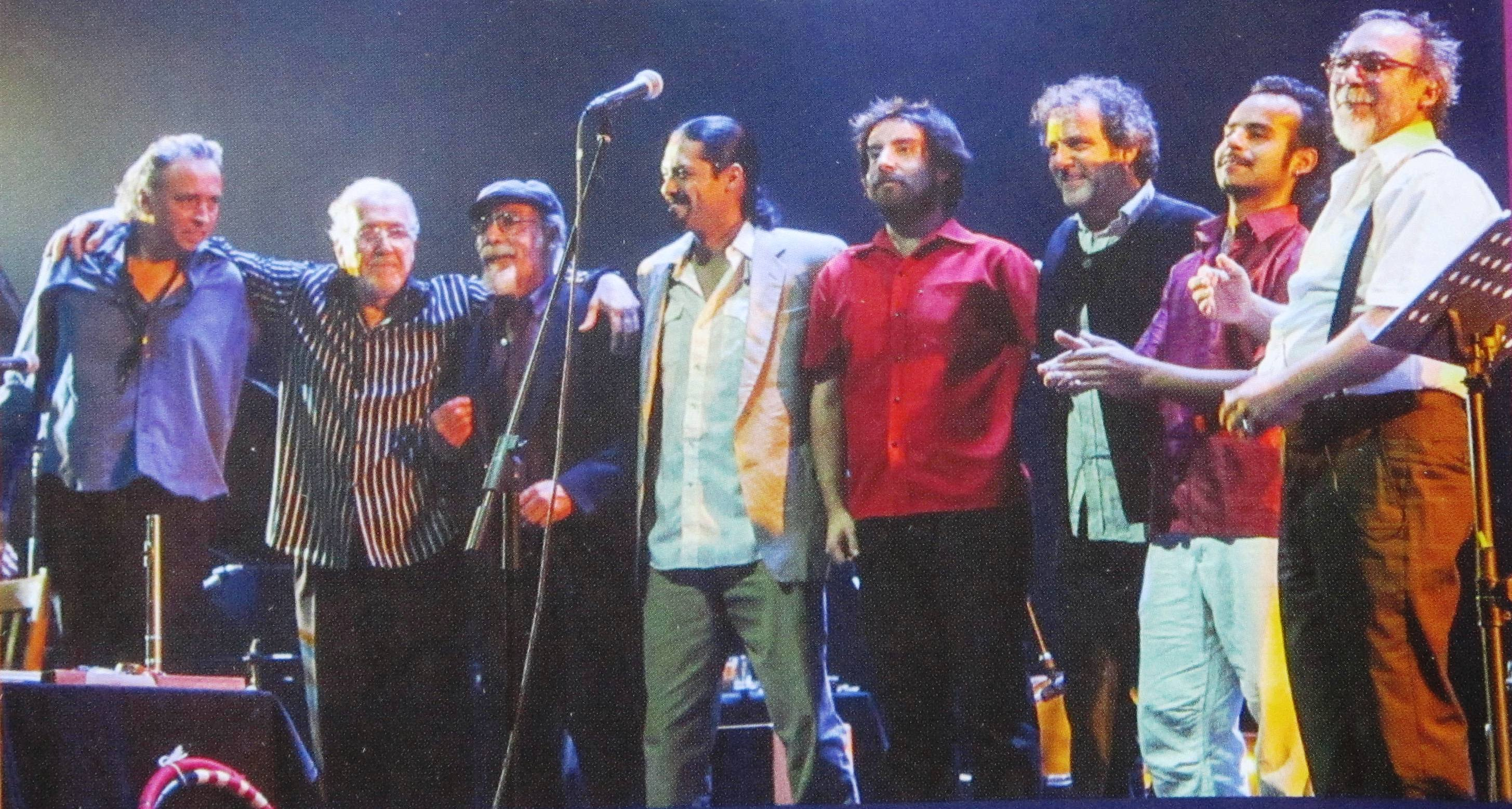
Congreso emblemática banda de fusión latinoamericana con más de 50 años de actividad ininterrumpida.

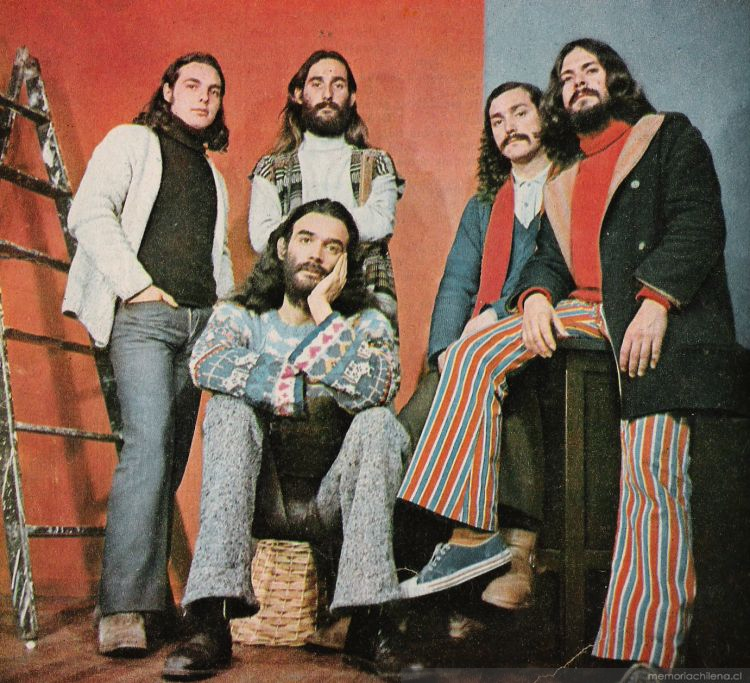
Los Jaivas en 1972, uno de los principales representantes de la Fusión latinoamericana.

Durante la segunda mitad de la década de 1960 surge un acercamiento a lo autóctono y latinoamericano, que tendrá su mayor expresión en el movimiento neofolclórico desarrollado desde fines de la década de 1950; la Nueva Canción Chilena. Esta escena musical se inspiraba en el ideal de recuperar la música folclórica tradicional chilena y fusionarla con los ritmos latinoamericanos. Esta escena tuvo gran influencia en el desarrollo posterior del rock chileno, con bandas que toman los ritmos e instrumentos de América Latina y lo fusionan con la música rock. De esta manera nació la fusión latinoamericana, con bandas como Los Jaivas, Congreso y Los Blops, además de En Busca del Tiempo Perdido, Congregación, Combo Xingú, Sol y Medianoche, Kissing Spell/Embrujo, Frutos del País y Panal.

### Elbluesen Chile

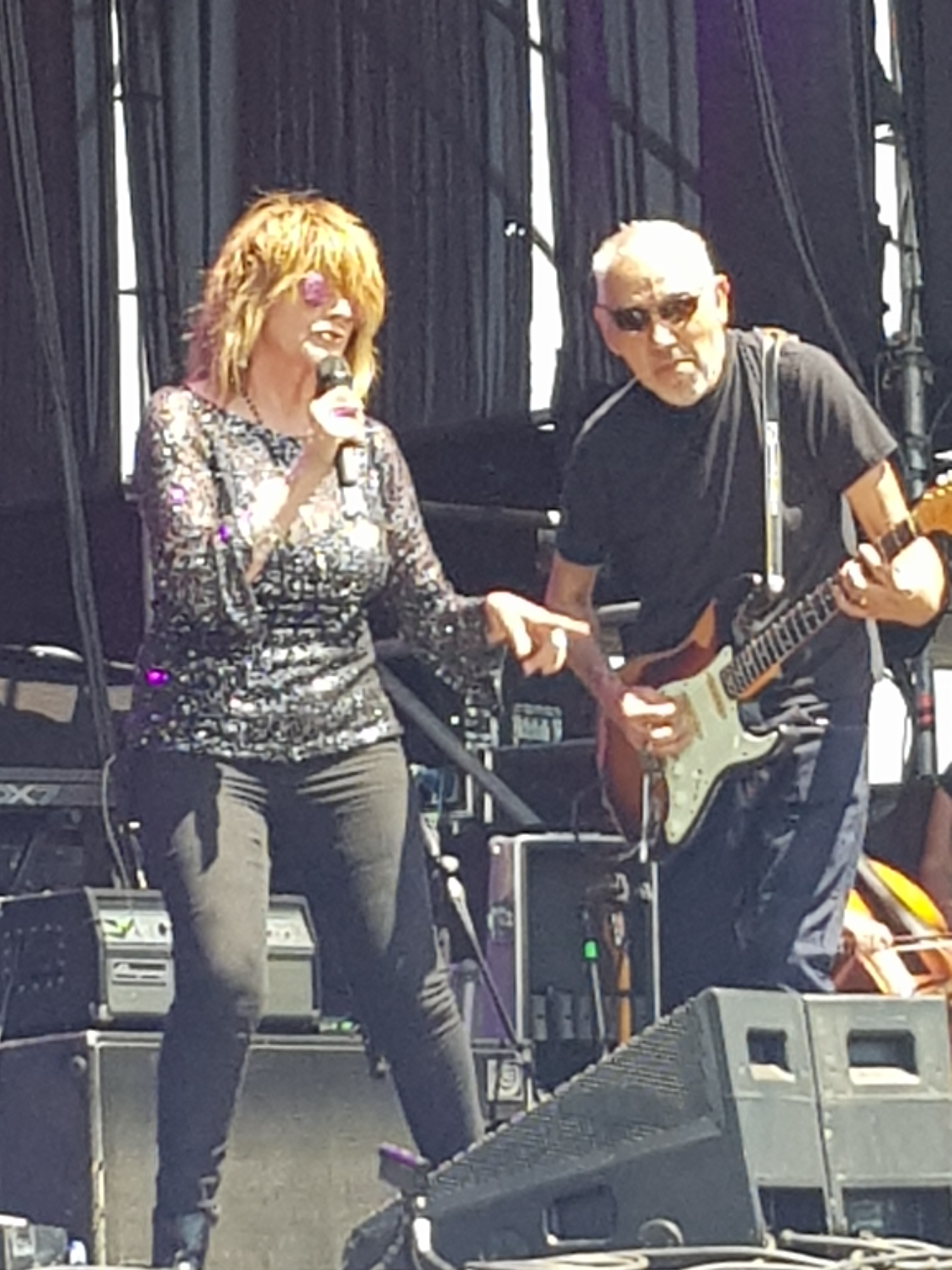
Aguaturbia banda de blues y rock psicodélico

Los orígenes del blues en Chile son inciertos, si bien Aguaturbia fue un referente en este estilo, como también lo fueron Los Jaivas en sus canciones como Canción del gancho, no hay más antecedentes concretos. Se puede tomar como referencia la canción O'Riley de Destruction Mac's la cual aplica una armónica con toques bluseros, aunque la música de esta banda está inspirada netamente en grupos de Hard Rock como Mountain. Si bien en la década de los 80 con Mauricio Redolés hubo un pequeño resurgimiento, no fue hasta los 90 en que irrumpirían en la escena chilena grupos como: El Cruce y La Banda del capitán Corneta que difundieron en Chile un blues de tintes criollos, las primeras dos décadas del siglo XXI se destacan Perrosky, Julius Popper y La Rata Bluesera.

### La generación posgolpe

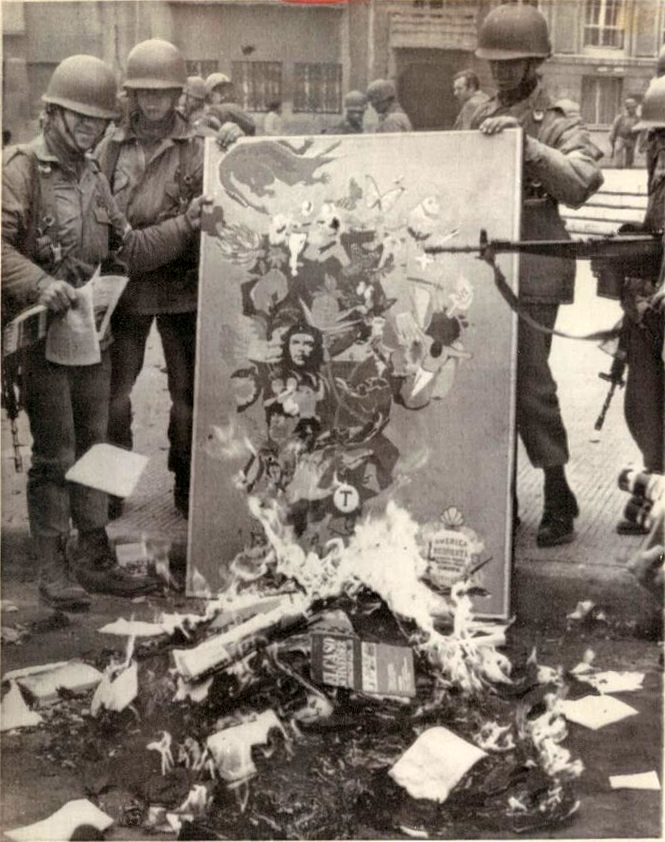
Luego del Golpe de Estado muchas bandas se disolvieron o exiliaron, en el proceso conocido como «el apagón cultural». En la imagen se muestra la quema de libros de literatura marxista.

Durante los primeros años de la década de 1970 hubo una notable proliferación de bandas, un proceso que acabó luego del Golpe de Estado del 11 de septiembre de 1973, debido a la represión que se llevó a cabo durante la dictadura militar, donde se prohibieron todo tipo de manifestaciones de música rock, al considerarla contestataria y liberal. Esto trajo consigo el deterioro de la industria discográfica chilena y el deterioro de la escena chilena de música rock.
Uno de los ejemplos más claros ocurrió en la fusión latinoamericana, donde bandas como Los Blops se disolvieron, otras como Los Jaivas emigraron a otros países, y bandas como Congreso tuvieron que cambiar radicalmente su música. Aun así siguieron existiendo bandas de rock, que constituyeron en este período la escena underground.

### Hard rock
Durante la década de 1970 se formaron una extensa cantidad de bandas de Hard Rock (Rock Duro o Rock Periférico como se le conoce en Chile), entre los que se cuentan Tumulto, Arena Movediza y Millantun , siendo éstas, las primeras bandas de hard rock de Chile.
La primera banda chilena en grabar un álbum con base en el hard rock, fue Escombros (formados en 1968) con un álbum homónimo (1970) mostraron su influencia de bandas anglosajonas. Siendo este grupo, uno de los primeros en sacar un álbum Hard Rock en Latinoamérica. El segundo en lanzar un álbum de dicho género, fue Tumulto, con el álbum Tumulto (1973). Aun así, el álbum mostraba también claras influencias de fusión latinoamericana. También destacó su sencillo «Rubia de los ojos celestes», grabado en 1977 y considerado el mayor éxito de su carrera.
Uno, que nunca logra registrar un sencillo, es Turbamulta que, con una estética libre pero fiel a Kiss, tocan canciones como Rock N' Roll en los Pies, Padre y Ciudad de Fuego. Aunque su repertorio también incluía, en gran parte versiones al pie de la letra de grupos anglosajones y cantados a tres voces.
El grupo Arena Movediza, nacido en 1970, logra recién en 1976 registrar su primer sencillo, «El vuelo del caballo blanco», para luego registrar «Pronto viviremos un mundo mejor», en 1977.
Otro grupo criado en la periferia del Rock Chileno es Poozitunga, que, al igual que Tubamulta, queda inédito. Solo en 2003 se recogen canciones clásicas del grupo como Ahí va el Loco, Dama Tristeza, Papas Fritas o Conflictos Limítrofes.
Además, otro grupo que es considerado de Culto y el Primer Supergrupo Chileno que reunió a 3 bandas fundamentales del Rock Chileno, fue Destruction Mac's. Aunque fue un grupo fugaz, (no duró más de 1 año) su aporte a la periferia fue importante ya que fue el primer grupo en hacer una Convivencia. Destruction Mac's viene de la fusión de Los Jocker's (Sergio del Río), Los Mac's (David Mc-Iver y Eric Franklin) y Escombros (Walter Ziman). Grabaron los sencillos "Lola/O'Riley" y "Mi Razón de Vivir/Difícil de Tomar", ambos de 1972.

## Años 80: dictadura y escenaunderground
La escena underground en Santiago se desarrolló en lugares como La Sala Lautaro, el Gimnasio Manuel Plaza, el Anfiteatro San Miguel, El Trolley, el Garage de Matucana y La Caja Negra,n. 1 y acogieron a manifestaciones que incluían varios subgéneros del rock, entre ellos el hard rock, el heavy metal, y el punk. Entre las bandas que constituyeron la escena underground a nivel nacional están Tumulto, Pinochet Boys, Los Prisioneros, Fulano, Electrodomésticos, Sexual Democracia, valija diplomática, UPA, Cinema, Aterrizaje forzoso, Banda 69, Aparato Raro y Viena[cita requerida]

### El éxito de Los Prisioneros

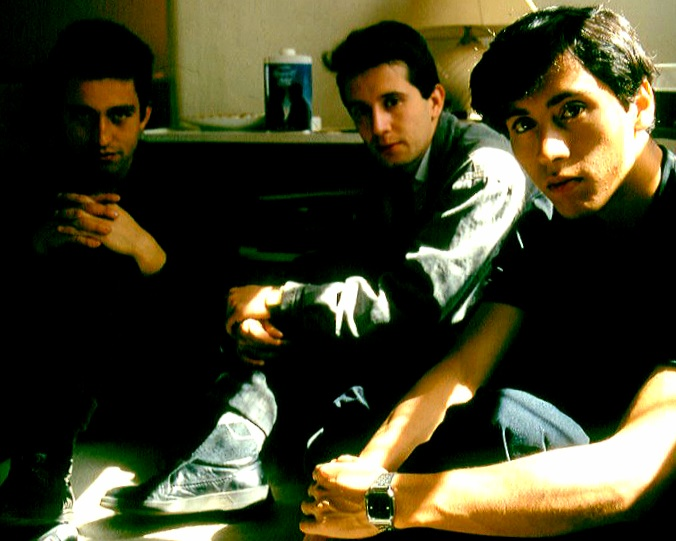
Los Prisioneros fue la banda chilena más representativa e influyente de la década de los 80

La década de 1980 marcó el resurgimiento del rock chileno. Sin embargo este resurgimiento llegó recién a mediados de dicha década, y a través de la banda Los Prisioneros, quienes se transformaron en uno de los líderes de la escena musical chilena, luego del éxito de su primer álbum, La voz de los '80, grabado en 1984.
La característica más notable de Los Prisioneros fue su música con mensajes políticos contestatarios en plena dictadura militar, y que les costó en reiteradas ocasiones altercados con las autoridades y grupos afines al régimen. Sin embargo lograron el éxito internacional luego de las giras al Perú, Ecuador y Colombia a fines de la década, y el lanzamiento del disco Corazones.
Lo que este éxito produjo fue un pequeño renacer para los grupos chilenos al tener un poco más de oportunidades de firmar con discográficas "grandes". Además de un nuevo interés hacia la música chilena y una nueva forma de canción protesta, desplazando en popularidad por un tiempo al Canto nuevo.

### El punk chileno

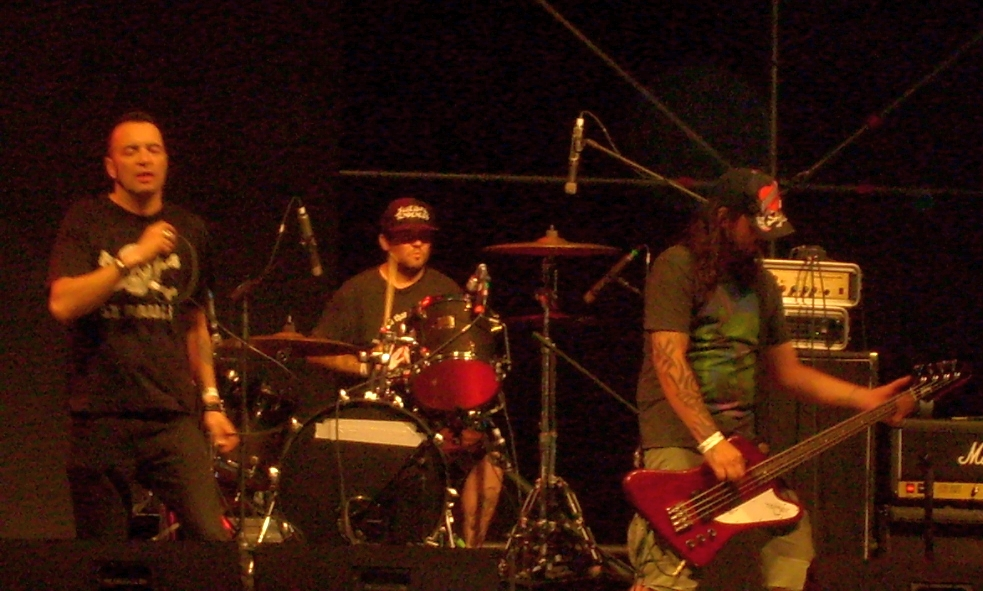
Fiskales Ad-Hok banda emblemática del punk chileno fundada en 1986.

Los primeros aportes de Chile en la música punk pueden situarse en el extranjero. A mediados de la década de 1970, Álvaro Peñas, conocido como The Chilean With the Singing Nose («El chileno con el canto nasal»), participó junto con Joe Strummer en la banda The 101'ers, una de las primeras incursiones del punk en el mundo, y de la cual derivaría más tarde la legendaria banda The Clash. Otro antecedente, aunque no muy concreto, es el grupo viñamarino, La Sangre; en palabras de Sergio Pirincho Cárcamo:

«(...) Hoy en día los llamarías Punk. Eran violentos, contestatarios; una locomotora de principio a fin.».

El punk chileno se comienza a desarrollar con más peso en los años 80, al igual que la escena thrasher, en los barrios altos de la capital. Sin embargo, poco a poco se va expandiendo por todos los sectores de Santiago e incluso del país en sectores como Valparaíso. Uno de sus pioneros en la escena nacional es la banda Orgasmo, conformada por jóvenes provenientes del prestigioso colegio Nido de Águilas, los cuales aparecieron en el concurso Generación Actual del programa Éxito de Canal 13 y que participaron en un compilado de los grupos ganadores.
Años más tarde empieza a aparecer la contraculturapunk, tanto así que empiezan a realizarse tocatas como Tercera Bienal Underground, organizado bajo la convocatoria realizada por el colectivo artístico del Garage, a cargo de Jordi Joret, en donde participaron Fiskales Ad-Hok, Ocho Bolas, Los KK, Politikos Muertos, Vandalik, entre otros. Si bien de todas ellas la mayoría sólo llegó a grabar algunos demos o registros aislados, Fiskales Ad-Hok continúa activa hasta la actualidad.
A fines de los  80 surgen bandas hardcore influenciadas en grupos como Dead Kennedy's,The Clash,Bad Religion, , tales como Anarkía, Caos, Los KK o Supersordo. También surge por ese entonces Belial y D.T.H., Ambas bandas pioneras en la escena subterránea local de las ramas más extremas del Hardcore Punk y del Thrash tales como el Grindcore.
En la década siguiente de 1990 destacan bandas como Los Peores de Chile, Bbs Paranoicos, Los Miserables y Machuca, siendo esta última uno de los primeros representantes del punk no capitalinos conocidos a nivel nacional.
En los años 2000 y debido a la masificación del pop punk, fueron apareciendo bandas como Tronic o Gufi, ya más alejadas de la "ideología" punk original. No obstante, siguen surgiendo agrupaciones más ligadas a las bandas iniciales, como es el caso de Pegotes o Familea Miranda, esta última, fundada por un exintegrante de Supersordo. En el Horror punk, por su parte, también ha habido incursiones, con bandas como Letifer, y luego Don Zata, Q.E.P.D o Voodoo Zombie.

### Heavy metal, thrash metal y la escena chilena

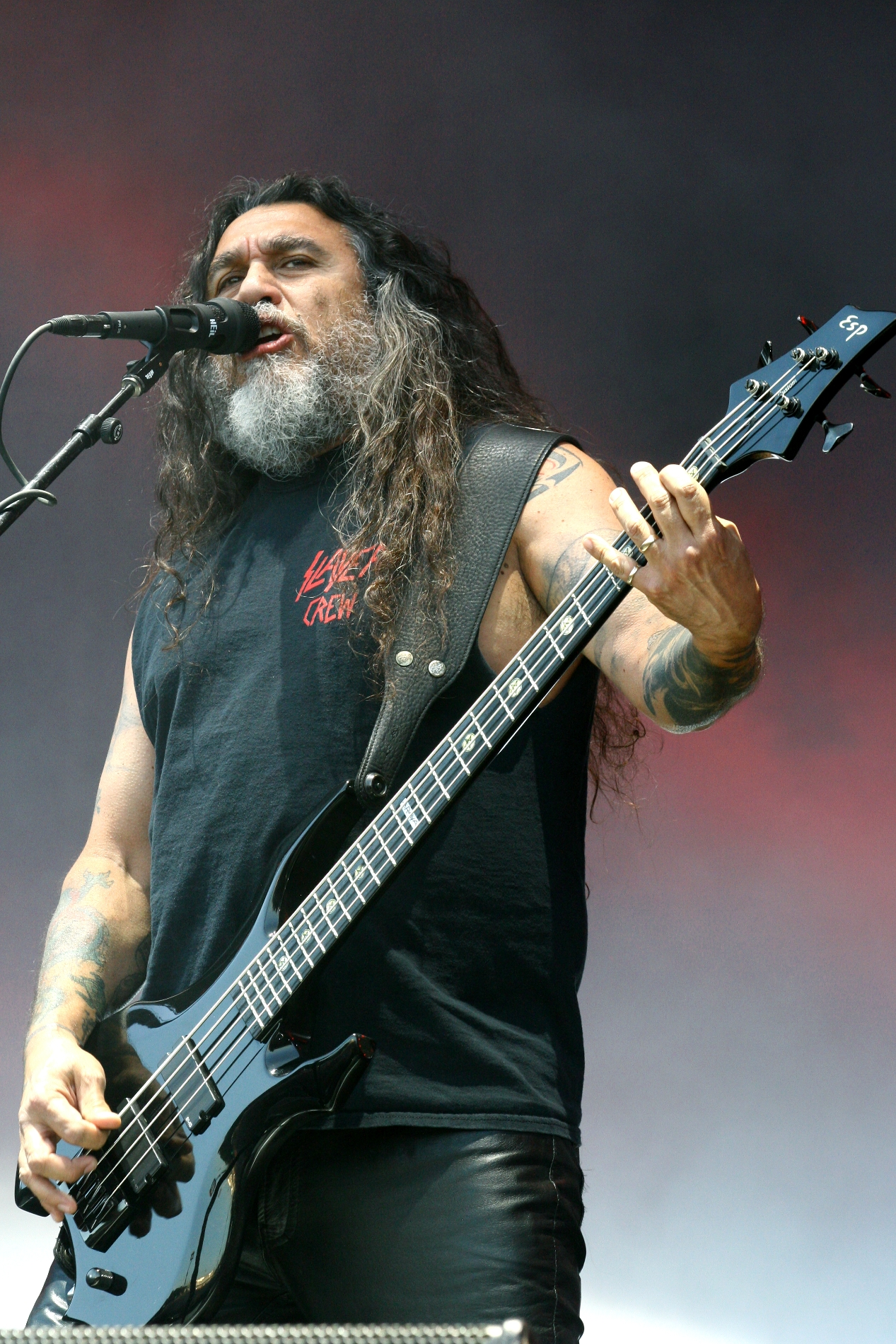
Tom Araya de la banda estadounidense Slayer es el máximo exponente del metal chileno

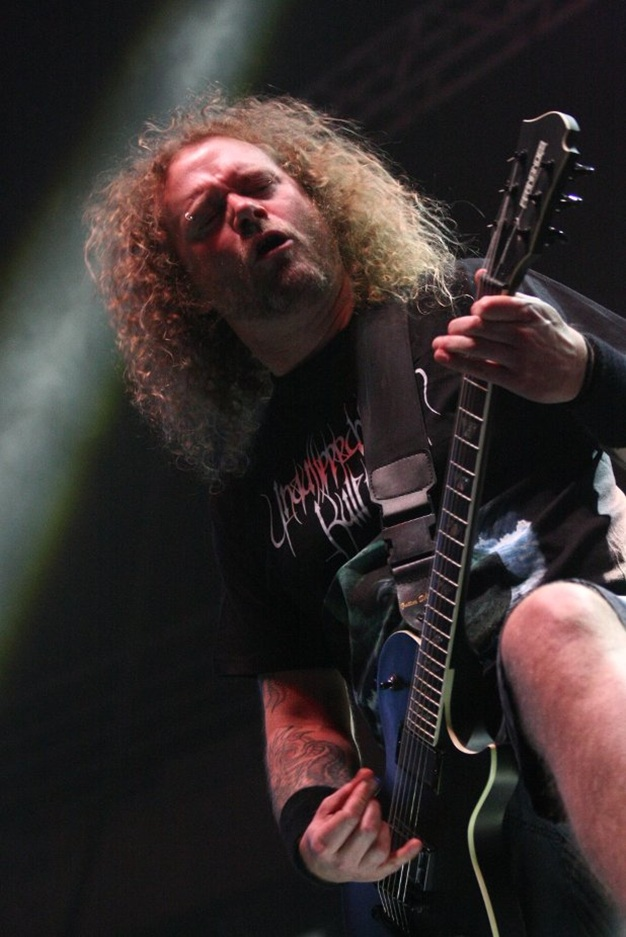
Anton Reisenegger líder de Criminal y de Pentagram

Luego de la incursión en la década de 1970 del hard rock, la segunda mitad de la década de 1980 fue marcada por el heavy metal y sus subgéneros, en una generación compuesta por Pentagram, Dorso, Massakre, Necrosis y Rust.
Los primeros antecedentes pueden encontrarse en el sencillo de hard rock de Tumulto «Rubia de los ojos celestes» editado en 1976 que mostraba un enorme acercamiento a lo que haría posteriormente Panzer.
Aun así, la primera banda de esta generación fue Feedback, surgida en 1981.
Otros grupos de heavy metal de esta época fueron los aún activos Turbo, Callejón Oscuro, Arrecife, Ekkos y Panchorrata y otros grupos que quedaron inéditos como Spectro o Brain Damage. En relación con el género thrash metal, destaca actualmente la banda de thrash/death metal Criminal, fundada en 1991, con trabajos y presentaciones primeramente en Chile durante la década de 1990 y en Europa posteriormente durante la década de 2000; también cabe destacar que en varias de sus actuaciones han colaborado bandas como Napalm Death. El primer grupo de thrash metal fue Rust, formado en 1984 y que grabó la canción «Destrucción» en ese mismo año antes de disolverse y contribuir, en 1988, dos de los integrantes originales de Warpath. Otras bandas de thrash de los 80 fueron SQVAD (pronunciada Squad), SxNxFx (Sex No Future, banda de punk thrash metal), Cancerbero, Atomic Aggressor (una de las bandas de death metal más influyentes en Chile), Vastator y Bloody Cross, banda de black metal formada en 1986. Todas estas bandas son referentes obligados del metal en Chile, aunque algunas grabaron solamente demos debido a la dictadura militar y al rechazo de las disqueras nacionales hacia este género y sus variantes. Un grupo que destacó dentro de la escena underground fue Chronos, que experimentó con un sonido no conocido en Chile hasta la llegada de la democracia. Fue el power metal, más específicamente, el power metal épico. Sus composiciones llevaban poderosos riffs de guitarra, rápidas ejecuciones de batería y guitarra y temáticas de tono épico medieval. El casete Medieval Tales es la mayor referencia, aunque no se exploró el mismo sonido en el siguiente casete A donde vas.
El metal chileno en los 90 fue liderado por bandas como Six Magics (banda de power/speed metal), Slavery, Torturer, Coprófago, Alejandro Silva Power Cuarteto, Bismarck, Criminal, Dracma e Inquisición, entre otras. Desde la segunda mitad de la década, el nu metal se empezó a extender por Chile con una gran cantidad de bandas como Rey Chocolate, Aneurisma, 2X, Rama, Raza, Bushido, Sangre Aborigen, Audiopsicotica, Rekiem (banda), etc.
Tom Araya, el vocalista de la banda de thrash metal Slayer, parte del Big Four, destaca como el mayor músico de metal en Chile. Nacido en Viña del Mar el 6 de junio del año 1961, habitualmente toca en sus conciertos con poleras propias de un metalero, aunque varias veces se le ha visto con poleras de la selección chilena, o con una polera que simplemente dice en letras grandes "Hueón".[cita requerida]

### Rock progresivo y fusión
Herederos de la Fusión latinoamericana de principios de los 70, bajo el régimen de Pinochet surgieron nuevas bandas que enfatizaban influencias distintas al folk, como música clásica contemporánea, el jazz, la música del mundo, o la música experimental, lejos del público masivo pero aclamada por los circuitos de los conocedores, a pesar de que a menudo batallaban por grabar. Congreso y Los Jaivas continuarían liderando el camino en las próximas décadas, sin embargo, surgirían muchos conjuntos creativos de rock progresivo y de fusión como Almandina,  Kalish y Grace of King a mediados de los 70. Guillermo Rifo fue el fundador de tres bandas muy importantes, Aquila, donde fusiona ritmos latinos con ensamble eléctrico, más tarde forma el Sexteto Hindemith 76, donde fusionó el jazz, la música académica y el folk, y Latinomusicaviva donde la música de cámara, la improvisación del jazz y el ritmo se fusionan con el rock. Otras bandas fueron Santa y su gente, Miel, la primera en usar un sintetizador, y Kámara. Formado en 1972, Fusión es históricamente considerado el primer proyecto de jazz-rock chileno, utilizando instrumentación eléctrica, experimentado en patrones rítmicos de soul, funk y rock, pero manteniendo intacto el impulso de la improvisación del jazz primitivo. Poco después, Pizarro (fundador de Fusión) lanzó como solista y más tarde fundaría en Europa, Tamarugo y Skuas, con influencias de la música clásica, el jazz y latín. En la década de los 80 otras bandas significativas fueron Tercera Generación, Quilín, Evolución, La Banda del Gnomo, Bandhada, Amapola, Ernesto Holman,  Ensamble, La Hebra, Cometa, AlSur y Huara. Un caso singular de resistencia clandestina fue  Fulano, inspirado en el Rock in Opposition al estilo de Frank Zappa y jazz-rock, con actitud punk y letras ingeniosa, que influiría en bandas de rock de vanguardia modernas como Akinetón Retard y Mediabanda. Una vez de regreso en la democracia se formaron nuevas bandas destacadas como La Marraqueta, Tryo, Ergosum, Entrama, Akinetón Retard, Exsimio, Dwalin, Entrance, La Neura, Mediabanda, Subterra, Mar de Robles, Primavera Negra, Astralis, Nubosidad Parcial y Fractal.

## Años 90: apertura internacional y diversificación
El rock chileno se caracterizó en la década de 1990, por su sofisticación en la música; la apertura de varias bandas al mercado internacional; y una mayor expansión hacia los subgéneros derivados del rock. Esto se debió en parte al fin de la dictadura militar y el regreso a la democracia en 1990.

### Concepción y sus bandas emblemáticas

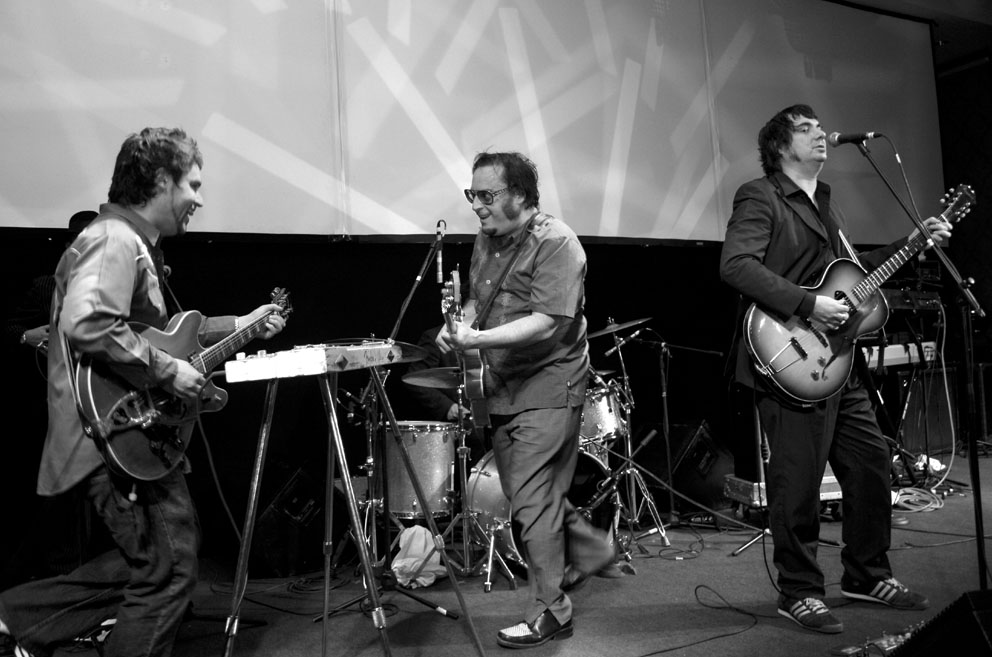
Los Tres es considerada la banda de rock chilena más importante de la década de 1990.

Concepción es conocida por ser la cuna del rock chileno. De esta ciudad han surgido bandas iconos del país y este mito de ser la ciudad más roquera tiene su hacedero en Violeta Parra quien la nombra como un semillero de músicos.
El trabajo de Emociones Clandestinas está vinculada a uno de los discos fundamentales del rock hecho en Chile. En Abajo la costanera (1987) el grupo de Concepción combinó códigos de lo mejor del pop y rock británico entonces en boga con reflexiones sobre la vida en las urbes chilenas bajo dictadura, afirmado todo con la actitud de un carismático cantante. La banda fue lanzada a una fama inesperada a través del sencillo «Un nuevo baile», un tema que ha llegado a ser incluso más conocido que ellos mismos.
Los Tres son el gran símbolo musical de los años noventa en Chile, y su rearticulación, en el año 2006, los consolidó también como una sociedad clásica. Si bien su sonido se concibió y desarrolló como el de una banda de rock, con el tiempo expandió las fronteras del género, pues ha explorado también otras zonas —a veces, desconocidas o desvalorizadas— de la tradición musical. De la cueca a la balada, con algo de Nueva Ola y Nueva Canción Chilena, Los Tres han condensado en su discografía una mirada refinada sobre Chile y su pasado musical, con uno de los mejores sonidos logrados por una banda local desde los primeros ensayos locales de rock. Su éxito internacional se cimentó luego del lanzamiento en 1996 de su álbum Los Tres MTV Unplugged, que sería posteriormente récord de ventas en Latinoamérica.
La mezcla de rock sicodélico, espíritu independiente  caracteriza a Los Santos Dumont  otra de las bandas importantes surgidas en Concepción en los noventa.

### Otras bandas destacadas
Dentro de las bandas chilenas de rock de esta época, La Ley es la que alcanzó mayor éxito y reconocimiento internacional, al ganar un premio Grammy por mejor álbum de rock latino, dos Grammy Latino por mejor interpretación rock de un dúo o grupo con vocalista, y un MTV Award como mejor banda de rock, además de alcanzar el récord de ventas en gran parte de Latinoamérica.
También destacó Lucybell, banda de rock alternativo y brit-pop formada en 1991, que alcanzó el éxito en su país a través de sus dos primeros álbumes: Peces y Viajar, y que a pesar de sus múltiples cambios de formación, desde finales de la década de 1990 buscó el éxito internacional, consolidándose en México los años 2000.

### Funk

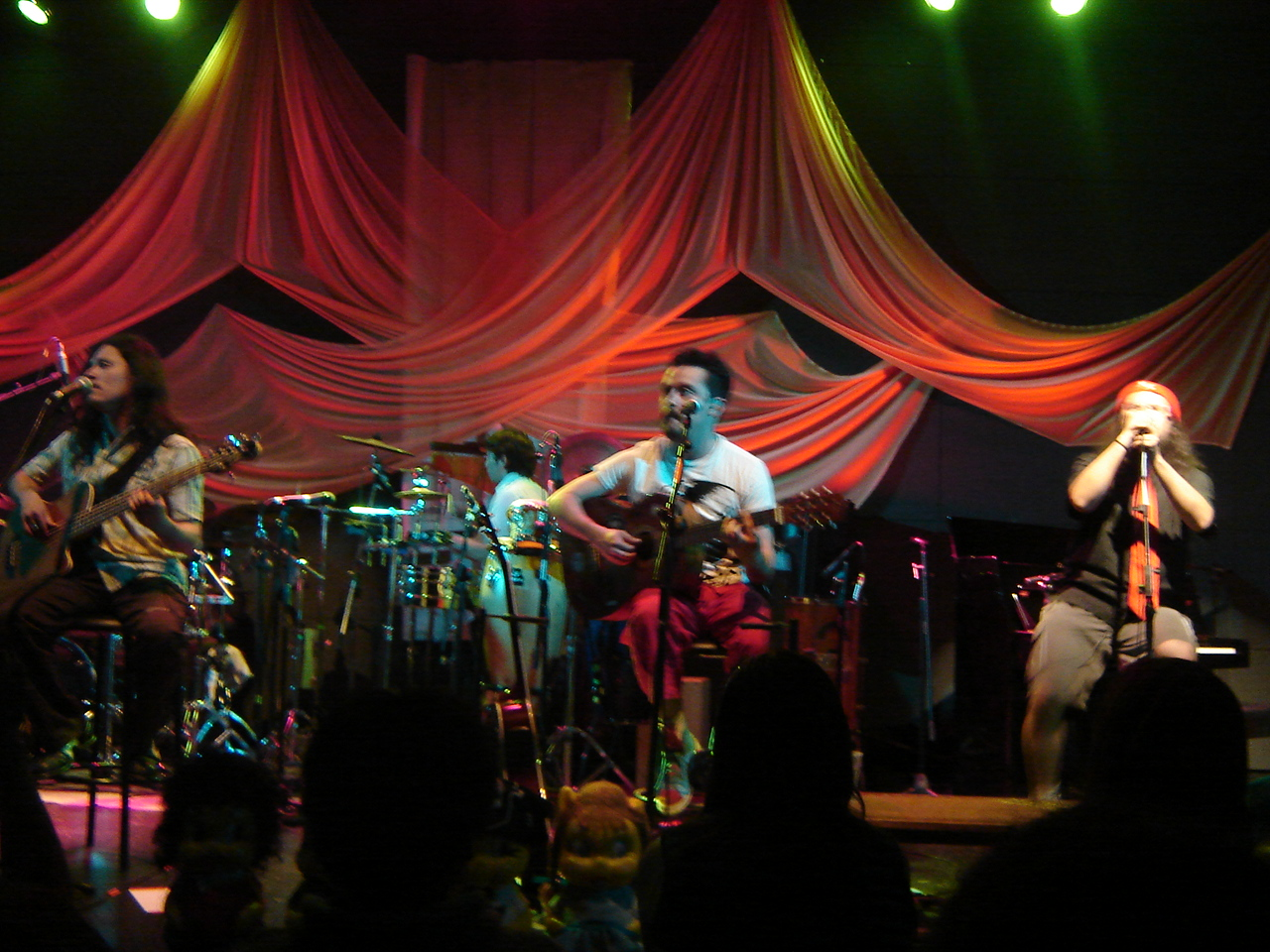
Chancho en Piedra, uno de los principales exponentes del funk chileno.

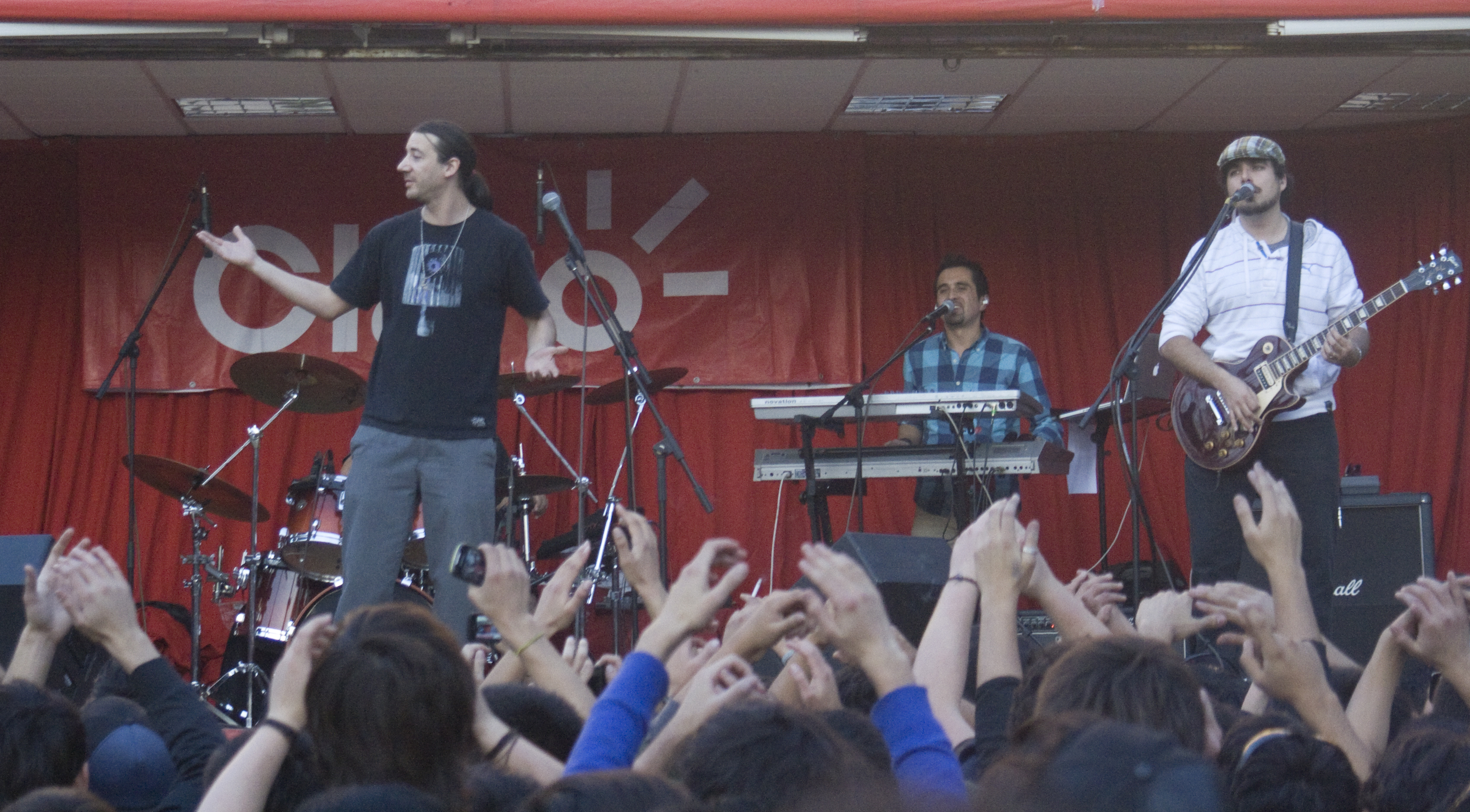
Los Tetas banda emblemática del funk chileno

El funk en Chile empieza a incursionar lentamente en 1969 con la banda Los Mínimas, conformada en parte por integrantes de Los Ángeles Negros, y por esos años también por algunos trabajos del grupo instrumental Combo Xingú. Años más tarde indirectamente incursiona De Kiruza, aunque teniendo mayor influencia en el Hip hop que en este género.
Sin embargo, el primer grupo en grabar un disco íntegramente funk fueron Los Morton debutando con Santo Remedio en 1993, disco orientado a un Funk más explosivo, sin tintes de Soul y con más estilo Rap. Su segunda producción fue Cebator Quats, disco orientado a la variante Hardcore que compartían con grupos como La Floripondio, Supersordo y otros contemporáneos, pero aun así continuando con el Funk y el Rap de su primera producción.
A mediados de 1995 el grupo Los Tetas, agrupación reconocida como una de las más populares del estilo en el país, grabó Mama Funk, disco que combina el funk con el rock alternativo, el hip hop y soul. Sus álbumes Mamma funk y La medicina' fueron distribuidos en varios países de Latinoamérica. Asimismo, emergen bandas como Pánico y Elso Tumbay con el funk dentro de un estilo de rock alternativo.
En 1995 surge la exitosa banda Chancho en Piedra con su álbum Peor es mascar lauchas, mezclando el funk con el rock y el humor chileno, logrando una gran influencia en la juventud y destacándose por los temas tratados en sus canciones, usualmente anécdotas graciosas pero de crítico contenido social.[cita requerida]
2003 fue el año debut de los jazzistas Papanegro los cuales revitalizan el Funk, el Soul, el R&B, la música disco y el Acid Jazz. Su primer disco fue Superactivo,  del cual se desprendieron 4 sencillos: Wokman, Todo Está bien, PapaNegro, Cortentrete, siendo Wokman el sencillo más exitoso y su videoclip obtuvo una rotación no menor en MTV.
Otras bandas destacadas de funk y soul en Chile son Mamma Soul, Raiza, Newen Afrobeat, entre otros.

### Grunge
El impacto de bandas de Seattle sobre Chile no fue menor, puesto que para inicios de década empiezan a emerger bandas como Tatto Falconi TTF, Jusolis, Mandrácula, Los Ex, Blu Toi, y Duna. Las dos últimas lanzaron sus primeras producciones de manera independiente, el disco Vacío de Duna fue distribuido por Warner Music y las producciones de Blu Toi fueron distribuidas por BMG.
La influencia del sonido de Seattle también puede percibirse en bandas como Weichafe y Yajaira, o el segundo álbum de Los Tres, Se remata el siglo.

### Reggae

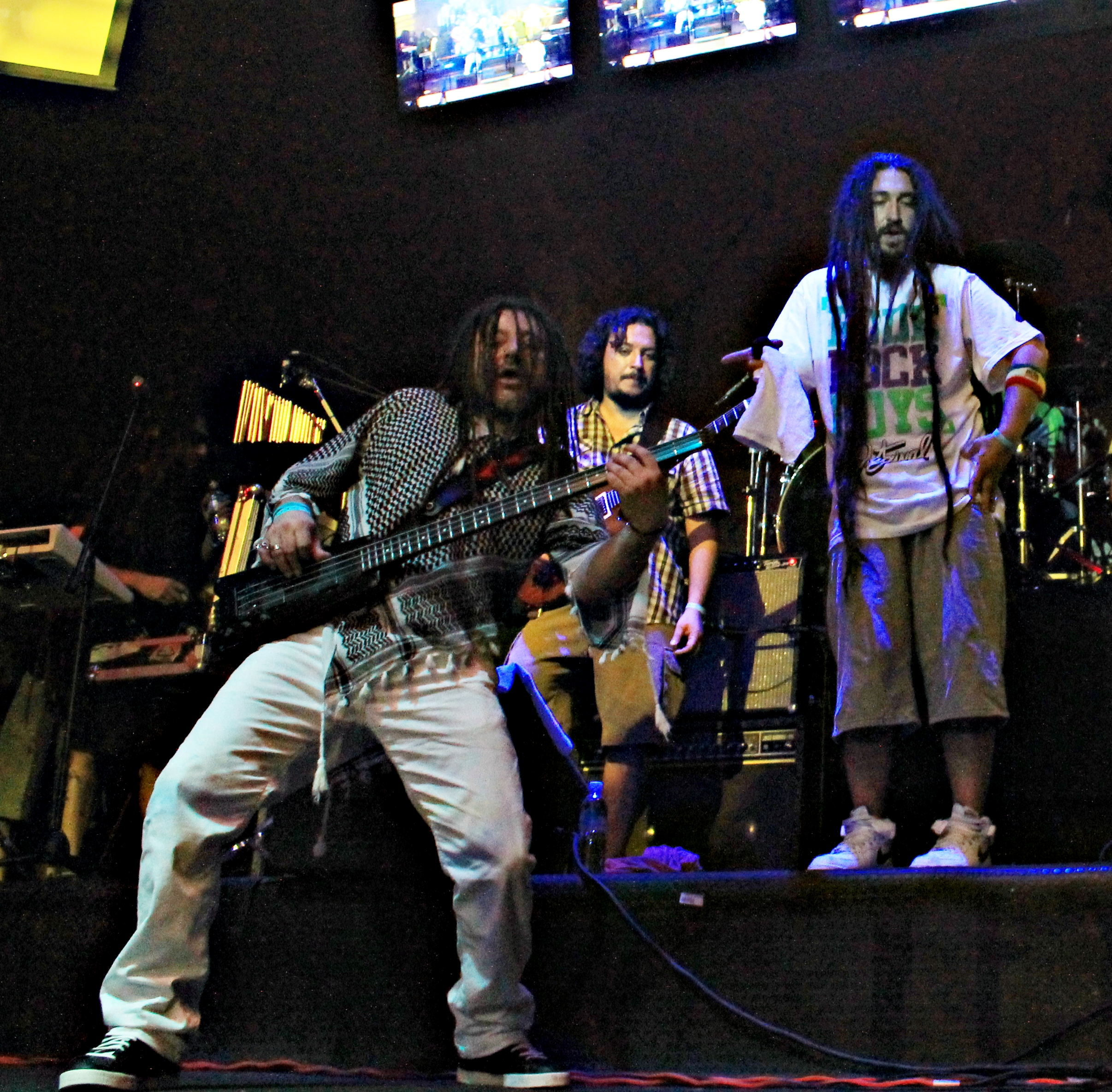
Gondwana es la agrupación chilena más reconocida dentro del género del reggae.

Uno de los primeros exponentes del reggae en Chile es la banda Sol y Lluvia, fundada en 1976 y activa hasta hoy, la cual está también emparentada desde sus inicios con la Nueva Canción Chilena, así como posteriormente con el rock alternativo.
Más tarde en 1987 aparece la banda Gondwana, que sólo se daría a conocer a nivel nacional en 1997, a través de su álbum debut Gondwana, que junto con sus trabajos siguientes los convertiría en la banda nacional más importante de este género, llegando a realizar presentaciones en diversos países de América. El año 2003 su vocalista Quique Neira comienza una carrera como solista, obteniendo importantes premios nacionales tales como el Premio Altazor de las Artes Nacionales en 2006, en la categoría de Artes Musicales, o el Premio APES el mismo año en la categoría de Mejor compositor.
Otros exponentes surgen en la década de 1990, entre los cuales se encuentra La Floripondio, que mezcla el reggae con el ska, la cumbia colombiana y un sonido más rock.

## Años 2000: era digital y deterioro comercial

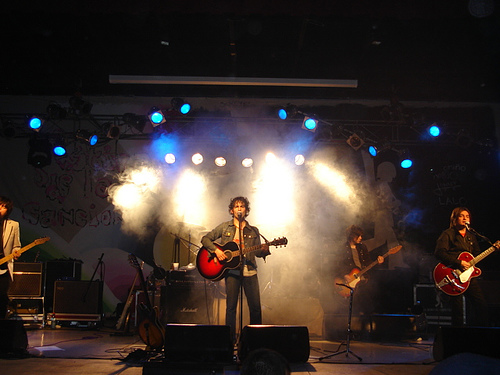
Los Bunkers en el Instituto O'Higgins de Rancagua en 2006.

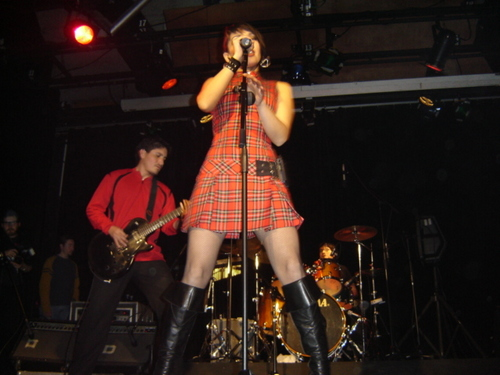
Saiko en un concierto en vivo el año 2005.

Durante la primera mitad de la década de 2000 destacó Javiera y los imposibles, que formada en 1993, y luego de liberar anteriormente tres álbumes, en 2001 graba su álbum AM, siendo el álbum de mayor venta en su historia, debido al éxito de temas como «Maldita primavera» y «No». Gracias a este álbum Javiera y los imposibles logra debutar en el Festival Internacional de la Canción de Viña del Mar de 2002.
Destacó también la banda Pettinellis, formada por exintegrantes de Los Tres y liderada por Álvaro Henríquez, la cual logró gran éxito pese a su corta existencia, presentándose en el Festival Internacional de la Canción de Viña del Mar de 2004. Asimismo Saiko, formada en 1999, en sus inicios fue una banda formada tres exmiembros de La Ley (Rodrigo Aboítiz, Iván Delgado y Luciano Rojas) junto a la cantante Denisse Malebrán, una banda que sobresalió por su trabajo en vivo y cuidados registros de estudio, además del carisma y calidad vocal de su vocalista.
En el año 2002, se produce un concierto de rock sinfónico llamado Urban Symphony Lucky Strike, donde participaron las bandas Aparato Raro, Saiko, Dracma, Electrodomésticos, Emociones Clandestinas, Angel Parra Trio, Florcita Motuda, Los Tetas y Los Jaivas, junto a la Orquesta Sinfónica de Chile, interpretando versiones sinfónicas de su repertorio.
Durante la segunda mitad de la década de 2000 destacó la banda Los Bunkers, caracterizada por composiciones de música rock de la década de 1960, donde se incorpora además sonidos de raíz folclórica chilena, tales como la Nueva Canción Chilena. Esta banda ha logrado gran éxito internacional desde su álbum Vida de Perros, principalmente de los países de México, Chile, además dé otros países latinoamericanos, siendo invitados al XLVIII Festival Internacional de la Canción de Viña del Mar, recibiendo el galardón Antorcha de Plata y Antorcha de Oro en la Quinta Vergara, siendo invitados igualmente al festival Vive Latino en el año 2006 y 2007 Igualmente destacó De Saloon, que logró popularidad en Chile gracias a los temas «Esfumar» y «Brígida», y en México gracias su álbum Morder, que determinó su participación en el festival Vive Latino de 2005.

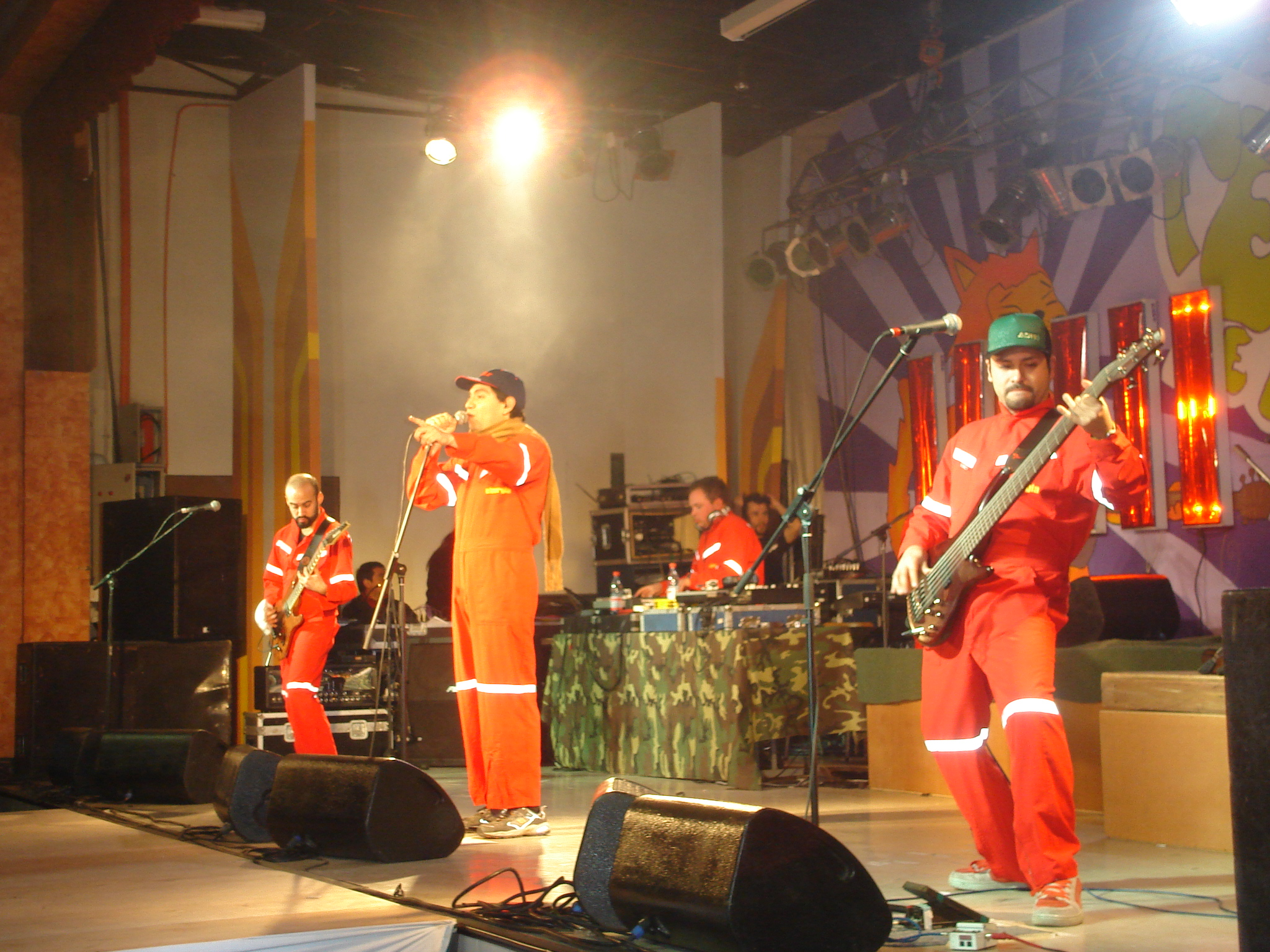
Sinergia en el Instituto O'Higgins de Rancagua en 2007.

Otra banda que sobresalió fue Sinergia, producto del innovador sonido y temáticas de sus canciones, descritas como «una fusión de funk, rock, metal y ritmos latinos, combinado con letras humorísticas sobre situaciones y conflictos de la sociedad». De igual manera, Sinergia es descrita como una banda «localista, popular y empática», caracterizándose por cantar sus canciones en español chileno. Si bien Sinergia se formó en 1994, fue a principios de la década de 2000 cuando gozó de gran popularidad, participando en el Festival Internacional de la Canción de Viña del Mar de 2008.
En 2006 irrumpe en la escena del rock chileno Francisca Valenzuela, cantante y compositora de pop rock que ha logrado gran acogida en Chile y a nivel internacional, participando en el festival Vive Latino de 2007.
En abril de 2008, la revista Rolling Stone Chile en su edición 121 publicó una lista de los 50 mejores discos chilenos. Entre los diez primeros lugares destacaron cinco álbumes de rock: Alturas de Machu Picchu de Los Jaivas y La Voz de los '80 de Los Prisioneros, correspondientes al segundo y tercer lugar respectivamente. Asimismo los álbumes Los Jaivas de Los Jaivas, Corazones de Los Prisioneros, y La espada & la pared de Los Tres, aparecieron en el lugar octavo, noveno, y décimo respectivamente. Algo que molestó a los lectores de la revista fueron el descarte de bandas como; Tumulto, Arena Movediza, Escombros, Amapola que son bandas fundamentales, en la escena de Rock Clásico chileno, y en caso de Amapola sobresalientes. Como también faltaron los discos Kaleidoscope Men de Los Mac's, Nueva Sociedad de Los Jocker's, además de la posición en que se dejó a Pentagram.

### La cumbre del rock chileno

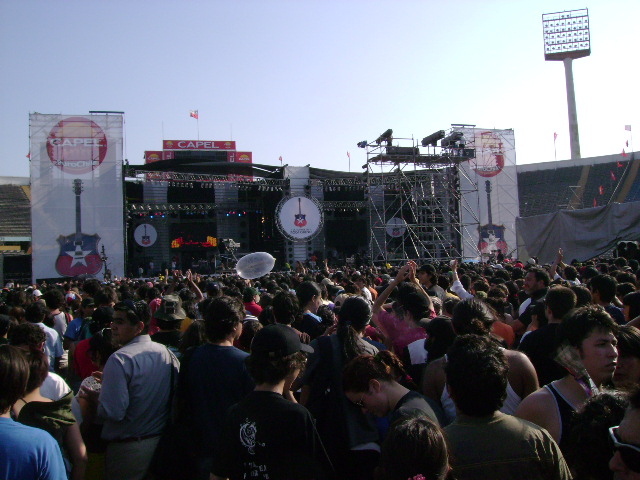
Escenario de la primera versión la Cumbre del Rock Chileno en el año 2007.

La cumbre del rock chileno es un espectáculo que congrega en un único recital a una gran cantidad de bandas chilenas de rock. En su primera edición, celebrada el 6 de enero de 2007, reunió a 39 agrupaciones chilenas, congregando a más de 40 mil espectadores, en un evento realizado en el Estadio Nacional de Chile.
La segunda versión de este evento se realizó en el Club Hípico de Santiago el 11 de enero de 2009, en una jornada que congregó a 80 bandas y a más de 40 mil espectadores.
La tercera realización de este festival fue el 17 de noviembre de 2012. Fue dedicado a los artistas jóvenes que han destacado desde la década de 2000. Además se realizó un tributo y homenaje a Jorge González, músico solista y antiguo líder e integrante de Los Prisioneros, siendo la primera persona en obtener el premio «Icono del rock chileno». El evento se realizó en el ex-aeropuerto de Cerrillos (actual Parque Bicentenario), donde llegaron más de 30 000 personas. Fue transmitido en línea y por señal internacional de TVN, siendo conducido por el periodista y animador Nicolás Copano.
Una edición extraordinaria de este festival llamada "Las Voces de los 80s" fue llevada a cabo el 29 de junio de 2013 y estuvo dedicada en excusiva a artista de la década de los 80 como Jorge González, Upa!, Aparato Raro, entre otros y se realizó en el Movistar Arena.
La cuarta versión del festival, cumpliendo el décimo aniversario del mismo se llevó a cabo el 7 de enero de 2017 y estuvo marcado por el retiro de los escenarios de Jorge González y el homenaje a Álvaro Henríquez premiado como Ícono del Rock. Está edición se realizó en el Estadio Nacional.

## Años 2010: emergencia de la escenaindie

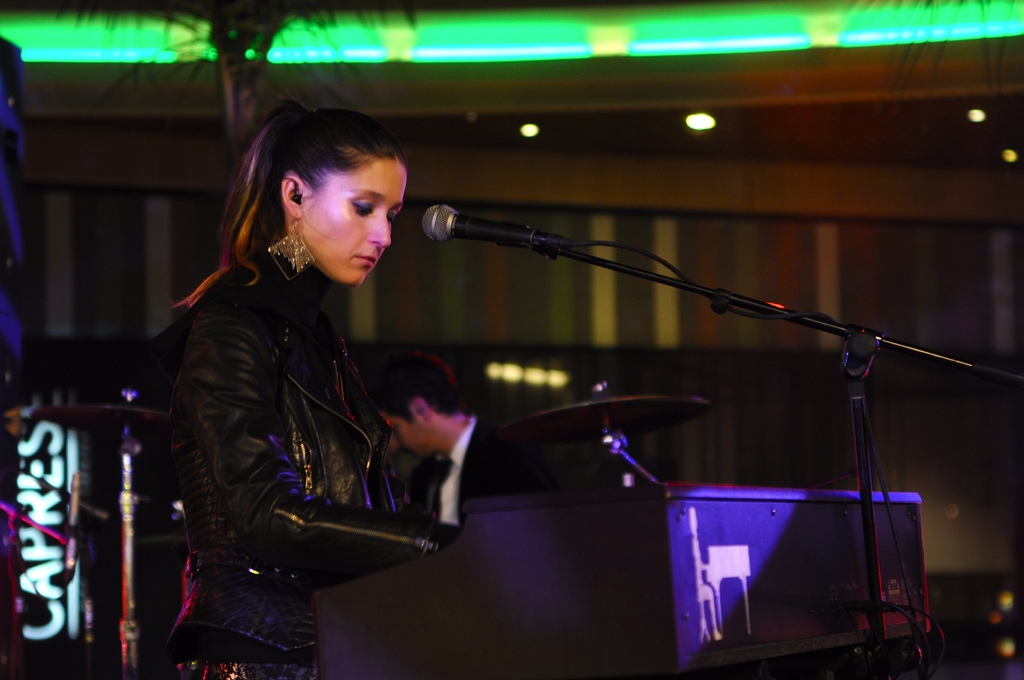
La cantautora Francisca Valenzuela, es una de las artistas destacadas de la década en rock pop.

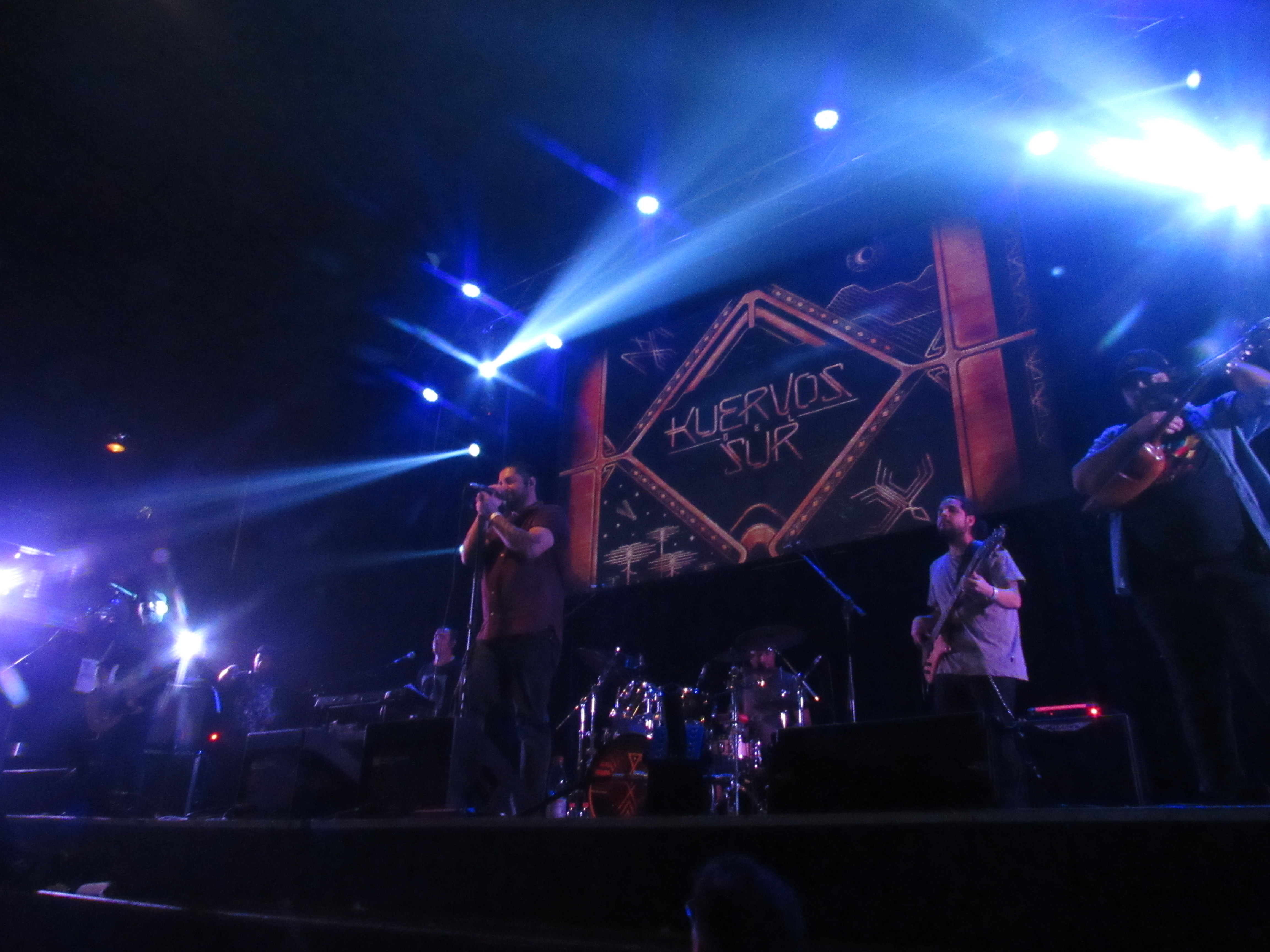
Kuervos del Sur una de las bandas de Rock que logra consolidarse durante la década.

Esta década destaca por la eclosión del pop independiente en Chile, el cual comienza a tener mayor reconocimiento internacional, con artistas como surgidos en la década anterior como Francisca Valenzuela, Javiera Mena, Dënver, Gepe entre otros; que el diario El País de España destacó en un reportaje donde llama a Chile "El nuevo paraíso pop". También se destacan durante la década el hiphop de Ana Tijoux y el folk rock de Camila Moreno y Manuel García.
Una artista destacada durante la década es Mon Laferte, cantautora radicada en México, cuyos inicios fueron como baladista en la década anterior bajo el alero del programa buscatalentos Rojo, fama-contrafama con el nombre de Monserrat Bustamante, luego migrando a México, donde inició una carrera independiente cuyos inicios publicó de manera independiente dos discos de pop rock, Desechable (2011) y Tornasol (2013), también participó como vocalista en la banda de heavy metal mexicana Mystica Girls, y luego de su álbum Mon Laferte vol. 1 (2015) logró una enorme popularidad en México y fama a nivel internacional. En sus siguientes trabajos Mon Laferte se alejaría del género rock para adentrarse en sonidos latinos como el bolero, el vals peruano, la cumbia y la salsa, entre otros.
Durante la década han ocurrido hechos interesantes a nivel musical, en el año 2013 la banda Los Bunkers organizó un concierto como parte de su gira por su disco La velocidad de la luz en el Movistar Arena, haciendo historia tras lograr Sold Out, siendo la primera banda chilena en lograrlo. En el 2014 Los Bunkers comunican que por decisión de la banda, estaran en un receso indefinido, a lo cual todo esto provocará el surgimiento de tres bandas: la primera es López, formada en el año 2015, liderada por los hermanos Álvaro y Gonzalo López, la segunda la banda nacería el año 2017; la segunda es Lanza Internacional liderada por los hermanos Mauricio y Francisco Durán formada en el año 2017, además los hermanos Duran en 2018 formarían la banda Pillanes junto a los hermanos Ilabaca (Chancho en Piedra) y a Pedropiedra. La disolución definitiva de La Ley, ocurrida en el año 2016, llevó a cuatro de sus miembros históricos (Rodrigo Aboítiz, Mauricio Clavería, Pedro Frugone y Luciano Rojas) junto al cantante Ignacio Redard a formar la banda DIACERO a fines de ese año.  También destacan el regreso de Denisse Malebrán y Rodrigo Aboítiz a Saiko en 2012 luego de la partida de ambos integrantes en 2003 y 2007 respectivamente, Aboítiz abandoraría nuevamente la banda en el año 2016, y el regreso discográfico luego de cuarenta y siete años de la banda Aguaturbia en el año 2017 con álbum Fe, amor y libertad. 
Entre las mejores bandas de hard rock que logran consolidarse durante la década están Kuervos del Sur, Rama, Tenemos Explosivos, Alectrofobia, Weichafe, y Adelaida.

### Difusión en Radios
El Rock Chileno a principios de la década de 2010, tuvo una alta difusión principalmente en Radio Uno de Santiago de Chile y Radio Puro Chile de Coquimbo que fueron radioemisoras que dedicaban su parrilla musical exclusivamente a la difusión de artistas chilenos, sin embargo en el año 2015 con la ejecución del 20% de música chilena en radios estas emisoras desaparecieron, pero las demás radios para cumplir la ley comenzaron a programar con alta rotación pop y rock de la década del 2010, principalmente a artistas como Alex Anwandter, Camila Moreno, Gepe, Javiera Mena, Manuel García entre otros. 
En la actualidad la radio Dimensión Primavera de San Pedro de la Paz dedica su parrilla programática exclusivamente a la mùsica chilena con una alta difusión a artistas como Alex Anwandter, Camila Moreno, Dënver, Gepe, entre otros.

### Nuevos festivales

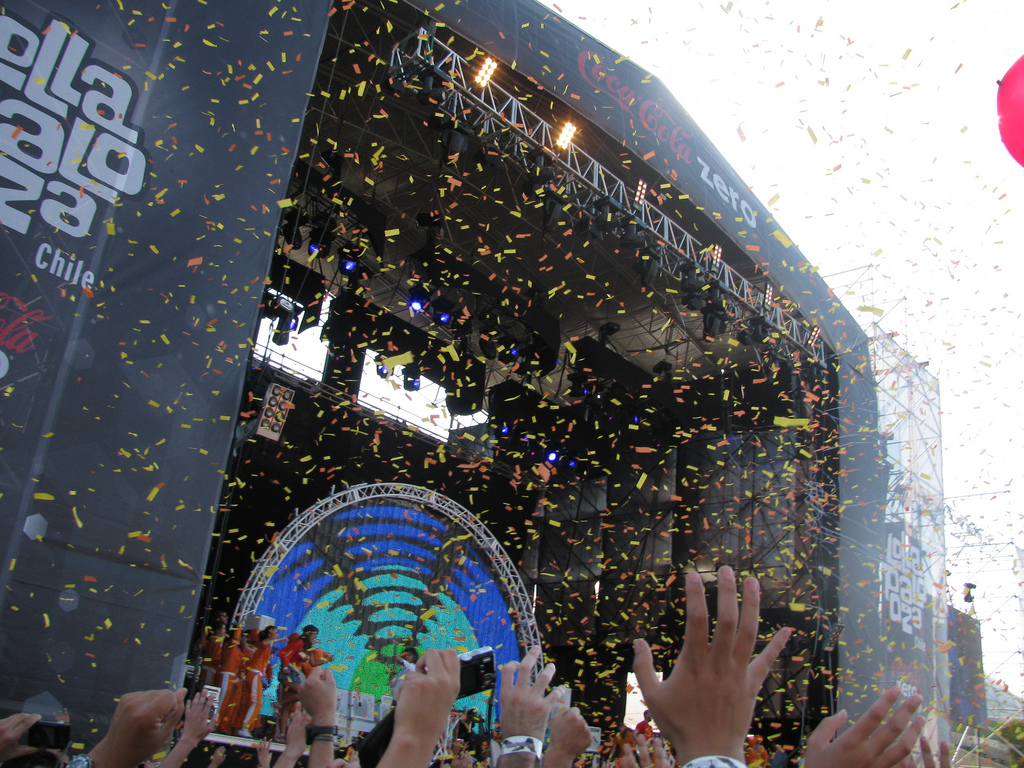
Lollapalooza Chile 2011 durante el concierto de The Flaming Lips.

Durante el año 2010 destacó el Festival El Abrazo 2010 donde participaron los más consagrados músicos de rock de Chile y Argentina de los últimos cuarenta años. El histórico concierto contó con la participación de los chilenos Los Bunkers, Lucybell, Denisse Malebrán, Javiera Parra, Nicole, Chancho en Piedra, Joe Vasconcellos, Beto Cuevas, Los Tres, Jorge González y Los Jaivas.
En abril de 2011 se organiza por primera vez el festival de Lollapalooza en Chile y por primera vez también fuera de Estados Unidos. Este se convierte en uno de los mayores hitos de la historia del rock nacional, ya que fueron a participar bandas de nivel mundial y también importantes bandas nacionales, tales como Joe Vasconcellos, Los Bunkers, entre otras. En 2012 se repite el festival, destacándose la participación de Bjork y Foo Fighters y participando además los artistas de rock nacionales Bbs Paranoicos, Los Jaivas, Los Tetas, Electrodomésticos, entre otros cantautores más relacionados con la canción de autor. El festival se repitió en 2012, 2013, 2014, 2015, 2016, 2017 y 2018, sumando centenares de artistas nacionales e internacionales.
En el 2012 se realiza el festival The Metal Fest Chile, que reúne a reconocidos artistas de metal locales con agrupaciones internacionales consagradas, tales como Anthrax, Misfits, Blind Guardian, entre varias otras, reuniendo a más de 30 mil personas en el Parque O'Higgins.
Por otra parte se ha realizado también la Cumbre del Rock Chileno en las ediciones del 2007, 2009, 2012, 2013, 2017, y 2018, con numerosos artistas nacionales de rock y otros derivados y subgéneros como Pop, Reggae, Hip Hop, Funk, Jazz, Punk Rock, Blues, folk, rock progresivo, nueva cumbia, etc. 
El Festival REC se realizó por primera vez en 2015 en una jornada llamada "el legado del rock en Concepción", logrando reunir unas 50.000 personas en el parque Bicentenario, su line up completo fue: Plumabits, Cantareman, Florida, López, Sergio Lagos, Niño Cohete, Machuca, Julia Smith, Santos Dumont, Anita Tijoux, De Saloon, Los Tres y Emociones Clandestinas. En 2016 fueron 2 jornadas en las que asistieron más de 100.000 personas, esta versión marca un hito al convocar por primera vez una destacada banda internacional, Molotov, a un evento gratuito. El 2017 destaca la participación de Weichafe, Electrodomésticos, Los Jaivas, Mala Rodríguez, Los Insolentes, Alex Anwandter, Gondwana y Bersuit Vergarabat. En 2018, subieron al escenario Sinergia, Ases Falsos, Fito Páez, Kuervos del Sur, Peter Ron, Los Miserables, Dulce y Agraz, Lanza Internacional, Pedropiedra y Primal Scream, entre otros. REC 2019 convocó más de 180 mil asistentes que disfrutaron las presentaciones de bandas como  Lucybell, Saiko, Aterciopealdos, Babasónicos y The Cardigans. REC 2020 congregó unas 125 mil personas, participando artistas y bandas como  Carlos Cabezas, Aguaturbia, Los Tres, La Julia Smith, Miranda, Bomba Estéreo y Starchip.
También existen otros festivales de rock importantes como Rockódromo y Rock Carnaza en Valparaíso, Fluvial en Valdivia, Woodstaco en la Región del Maule y Chiloé Metal Fest en el Archipiélago de Chiloé. Rock en Río Itata (Rock y Metal) en Coelemu región de Ñuble.

## Años 2020: pandemia de COVID-19
Al igual que en el resto del mundo, el impacto de la pandemia de COVID-19 en la industria de la música durante inicios de la década se reflejó en pérdidas millonarias, con la cancelación de eventos y proyectos musicales de todo tipo.
Los mediados de la década destacaron por el exitoso regreso de las bandas penquistas Los Bunkers y Los Tres.